# Zeitzonen-Datenbank
Die Zeitzonen-Datenbank (engl: tz database, IANA time zone database oder zoneinfo database) ist eine Datenbank der IANA, die Informationen zu den Zeitzonen der Erde enthält. In erster Linie ist sie für die Verwendung in Anwendungsprogrammen und Betriebssystemen gedacht. Sie wird manchmal auch Olson database genannt, nach dem Gründungsmitglied Arthur David Olson. Paul Eggert ist Editor und führt die Datenbank.
Die bemerkenswerteste Eigenschaft ist Paul Eggerts einheitliche Namensgebung für Zeitzonen, wie „America/New_York“ (Amerika/New_York, Englisch) und „Europe/Paris“ (Europa/Paris, Englisch). Die Datenbank versucht sämtliche historischen Zeitzonen und alle Änderungen ziviler Zeit seit 1970, der Unixzeit-Epoche, aufzuzeichnen. Dies beinhaltet auch Wechsel zwischen Sommer- und Winterzeit und sogar Schaltsekunden.

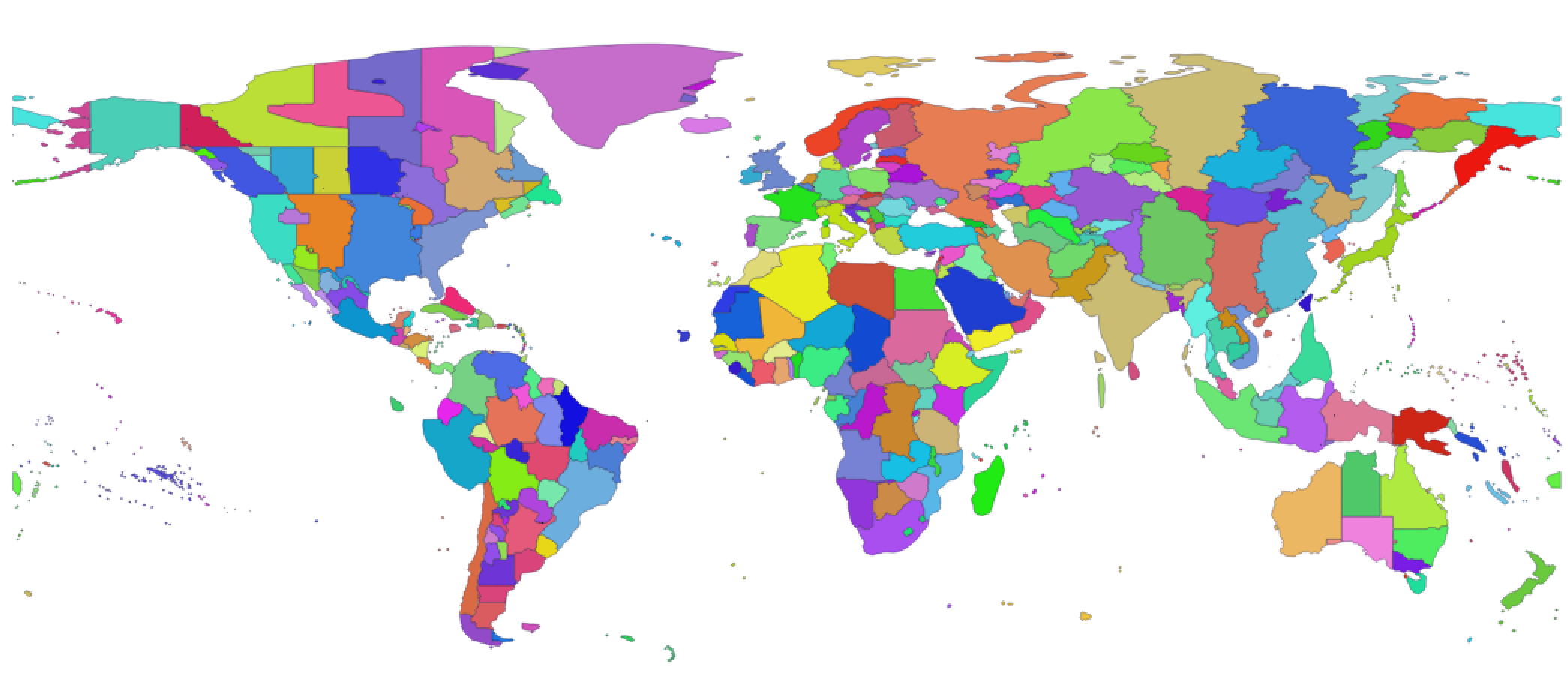
Die Zeitzonen-Datenbank teilt die Welt in Regionen, wo alle örtlichen Uhren seit 1970 die gleiche Zeit anzeigen. Diese Karte, auf dem Stand von 2017, berücksichtigt Daten aus allen Regionen außer der Antarktis.

## Geschichte
Die Ursprünge gehen bis mindestens ins Jahr 1986 zurück. Die Datenbank des Projektes, sowie Teile des verwendeten Quelltextes, befinden sich in der Public Domain. Zur Aktualitätserhaltung wird in der Regel mehrmals jährlich eine neue Version der Datenbank veröffentlicht.

## Definition einer Zeitzone
In der Zeitzonen-Datenbank weicht die Definition einer Zeitzone vom allgemeinen Verständnis ab. Die Datenbank sieht jedes nationale oder regionale Gebiet als Zeitzone, in dem alle Uhren seit 1970 offiziell die gleiche Zeit anzeigen und jede Änderung gemeinsam mitgemacht haben. In erster Linie beschreibt diese Definition also geografische Gebiete, welche fortwährend eine einheitliche Zeit hatten. Dies unterscheidet sich von anderen Definitionen, die von einer einheitlichen Abweichung vom Nullmeridian ausgehen. Im Gegensatz dazu kann die Zeitzonen-Datenbank jeder Zeitzone mehrere unterschiedliche Abweichungen zur koordinierten Weltzeit zuweisen, typischerweise wird Winterzeit und Sommerzeit in der Datei einer Zone aufgeführt.

## Die Benennung der Zeitzonen
Um sie für Menschen einfacher verständlich zu machen, haben die Zeitzonen eindeutige Namen in der Form „Gebiet/Ort“, zum Beispiel „America/New_York“ („Amerika/New_York“, Englisch). Ebenso wurde entschieden, englische Namen oder Transkriptionen zu verwenden und die Interpunktion, sowie verbreitete Suffixe wegzulassen. Anstelle von Leerschlägen werden Unterstriche verwendet. Bindestriche werden wie gewohnt eingesetzt.

### Gebiet
Gebiet ist entweder der Name eines Kontinents, eines Ozeans oder einfach „Etc“. Zu Kontinenten und Ozeanen werden momentan Africa (Afrika), America (Amerika), Antarctica (Antarktika), Arctic (das Arktische Meer), Asia (Asien), Atlantic (der Atlantik), Australia (Australien), Europe (Europa), Indian (der Indische Ozean) und Pacific (der Pazifik) gezählt.
Das Spezialgebiet „Etc“ wird für einige administrative Zonen verwendet, insbesondere für „Etc/UTC“, die koordinierte Weltzeit. Für die Kompatibilität mit dem POSIX-Format haben die Zonen, welche mit „Etc/GMT“ beginnen, genau das gegenteilige Vorzeichen als man erwarten würde. In diesem Format haben alle Zonen westlich der GMT ein positives Vorzeichen und alle östlich davon ein negatives.

### Ort
Ort ist der Name eines bestimmten Ortes innerhalb der Region, meist einer Stadt oder einer kleinen Insel. Ländernamen werden in diesem Schema nicht verwendet, vor allem weil diese wegen politischer Wechsel und Grenzveränderungen nicht zeitbeständig sind; die Namen großer Städte sind eher dauerhaft. Trotzdem versuchen die Mitarbeiter der Datenbank wenigstens eine Zeitzone pro ISO 3166-1 alpha-2-Ländercode einzufügen, und einige User-Interfaces machen davon auch Gebrauch. Zusätzlich gibt es ein Interesse daran, dass Orte geografisch kompakt gehalten werden, damit allfällige Änderungen an Zeitzonen keine Orte in verschiedene Zeitzonen aufteilen.
Meist wird die bevölkerungsreichste Stadt einer Region für die Benennung der gesamten Zeitzone gewählt, wobei auch andere Städte zum Zug kommen, falls sie bekannter sind oder eindeutigere Namen haben. Sollte sich der Name einer Stadt einmal ändern, lautet die Abmachung, dass fortan ein Alias-Name verwendet würde und beide Namen zum selben Datenbankeintrag verweisen.

## Gespeicherte Daten einer Zeitzone
Da jede Zeitzone verschiedene Abweichungen hat, meist Winter- und Sommerzeit, zeichnet die Zeitzonen-Datenbank den exakten Zeitpunkt jedes Wechsels auf. Das Format nimmt damit auch Änderungen in Datum und Zeit der Zeitumstellung selber wahr.

### Zone.tab
Die Datei zone.tab untersteht rechtlich Public Domain. Zeilen und Spalten werden im Kommentar der Dateien wie folgt beschrieben:
```
# This file contains a table with the following columns:
# 1. 
ISO 3166 2
-character country code. See the file `iso3166.tab'.
# 2. Latitude and longitude of the zone's principal location
#     in 
ISO 6709
 sign-degrees-minutes-seconds format,
#     either +-DDMM+-DDDMM or +-DDMMSS+-DDDMMSS,
#     first latitude (+ is north), then longitude (+ is east).
# 3. Zone name used in value of TZ environment variable.
# 4. Comments; present if and only if the country has multiple rows.
#
# Columns are separated by a single tab.
# The table is sorted first by country, then an order within the country that
# (1) makes some geographical sense, and
# (2) puts the most populous zones first, where that does not contradict (1).
```

## Daten von vor 1970
Bei Daten von vor 1970 wird versucht, sie für die Stadt, welche die Region definiert, korrekt zu halten. Jedoch sind sie nicht immer für die gesamte Region zutreffend, weil in der Datenbank Regionen nur dann aufgeteilt werden, wenn es seit 1970 Unterschiede in der offiziellen Zeit gegeben hat.
In Brasilien wechselten beispielsweise zwischen dem 23. Oktober und dem 9. Dezember 1963 nur die Regionen um Minas Gerais, Espírito Santo, Rio de Janeiro und São Paulo auf Sommerzeit. Eine Anfrage, die Region „America/Sao_Paulo“ („Amerika/São Paulo“, Englisch) aufzuteilen, wurde jedoch abgelehnt, da die Uhren seit 1970 in der ganzen Region identisch laufen. Die deutsche Zeitzone, „Europe/Berlin“ („Europa/Berlin“, Englisch), ist beispielsweise nicht korrekt für die Zeitspanne nach 1945, als die Trizone Berlins Wechsel zur Sommerzeit nicht mitmachte.